# Ropalidia festina
Ropalidia festina är en getingart som först beskrevs av Smith 1864.  Ropalidia festina ingår i släktet Ropalidia och familjen getingar. Inga underarter finns listade i Catalogue of Life.